# Кризов
Кризов (нем. Kriesow) — община в Германии, в земле Мекленбург-Передняя Померания.
Входит в состав района Деммин. Подчиняется управлению Трептовер Толлензевинкель.  Население составляет 334 человека (на 31 декабря 2010 года). Занимает площадь 20,09 км².
Коммуна подразделяется на 4 сельских округа.